# Çika
El Çika —Mali i Çikës en albanès— és una muntanya a la regió sud-occidental d'Albània vorejant el mar Jònic. Els pics més alts de Çika són el Maja i Çikës elevant-se a 2.044 m sobre el nivell del mar i Maja i Qorrës a 2.018 m. La part nord de Çika forma part del Parc Nacional Llogara. La ciutat portuària de Vlora està a 40 km al nord-oest de Çika. En els cims de la muntanya Çika hi ha una magnífica vista de les illes Jòniques del nord, així com la costa italiana de Puglia (Òtranto).